# Rooikat
Le Rooikat (Caracal en Afrikaans) est un véhicule militaire blindé à huit roues motrices sud-africain développé durant l'embargo décrété sur l'Afrique du Sud dans le cadre du remplacement du remplacement du Eland 90 Mk. 7.

## Historique
Bien que l'Eland 90 se soit révélé efficace en Angola face aux T-55 cubains, durant l'opération Savannah, ce dernier peinait à assurer la protection des Buffalo et des Ratel en raison de son autonomie plus faible et de son rapport puissance/poids inférieur. Le cahier des charges du successeur de l'Eland 90 fut établi en novembre 1976 et l'ARMSCOR (Armaments Corporation of South Africa) entama différentes études techniques et réalisa des appels d'offres auprès des entreprises sud-africaines. La décision de fabriquer trois prototypes fut prise en août 1978 et les prototypes étaient prêts l'année suivante.

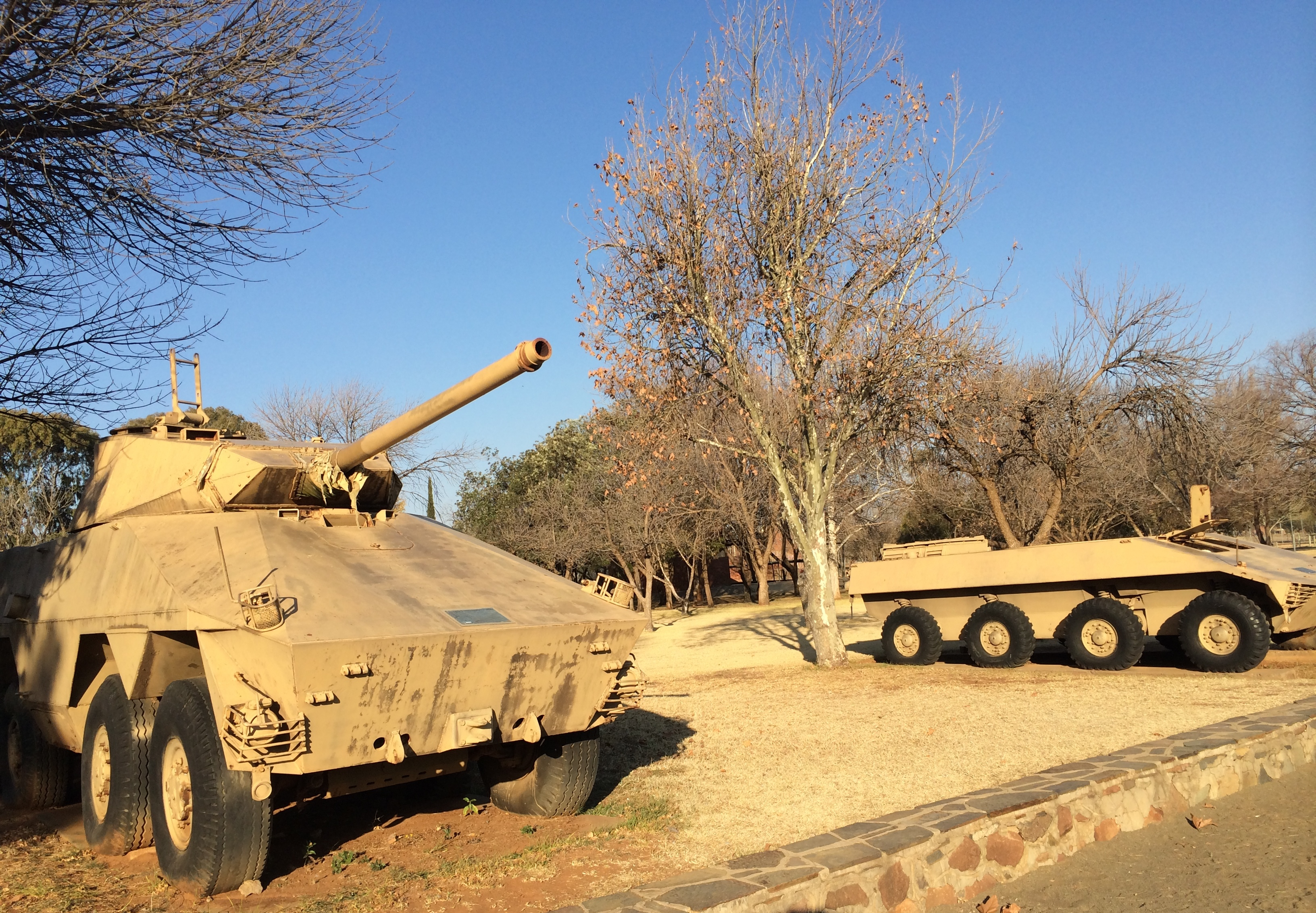
Le troisième prototype (à gauche) et le deuxième prototype (à droite) exposés à la base de Tempe, à Bloemfontein.

Le premier prototype était une version à huit roues du véhicule de combat d'infanterie Ratel tandis que le deuxième était une version allongée de l'Eland 90 à huit roues, le troisième et dernier prototype était une version à huit roues du véhicule blindé de transport de troupe britannique Saracen. Les trois prototypes possédaient une tourelle triplace armée du canon britannique 77 mm HV du char Comet qui se substituait au canon naval de 76 mm envisagé.
Le résultat des essais des trois prototype fut jugé non satisfaisant et le projet Rooikat fut interrompu.

En 1980, revu les critères de son appel d'offres et Sandock Austral construit quatre nouveaux prototypes qui furent testés à partir de mars 1982. Le premier prototype, appelé Cheetah Mk. 1 était un engin blindé d'à peine 17 tonnes à six roues motrices armé d'un canon naval de 76 mm. Le deuxième prototype avait la particularité d'avoir son moteur placé à l'avant afin de libérer de la place à l'arrière de la caisse en vue de transporter des fantassins. Le troisième prototype, appelé Cheetah Mk. 2, était similaire au deuxième prototype mais se distinguait de ce dernier par son moteur placé à l'arrière afin de limiter la hauteur de son châssis. Le Cheetah Mk. 2 était un véhicule blindé à huit roues motrices armé d'un canon de 76 mm pour une masse de 23 tonnes. Le quatrième et dernier prototype était surnommé Bismarck en raison de sa masse, ses dimensions imposantes et du fait que la société allemande Thyssen-Henschel avait aidé Sandock Austral à développer le châssis. Le Bismarck possédait une tourelle de char d'Olifant armée d'un canon GT-3 de 105 mm. Pesant une quarantaine de tonne, le Bismarck possédait un niveau de protection balistique conséquent dû à l'utilisation de tôles de blindage en configuration espacée.
Après une série d'essais, le Cheetah Mk. 2 fut sélectionné et Sandock Austral construisit cinq prototypes supplémentaires entre 1986 et 1987 en vue de passer des essais en conditions opérationnelles organisés par la Force de défense nationale sud-africaine. Le Cheetah Mk. 2 fut officiellement appelé Rooikat et les premiers modèles de pré-série furent fabriqués entre 1988 et 1989 pour équiper les escadrons de blindés du 1er bataillon de service spécial à la mi-août 1989. La production en grande série du Rooikat débuta en juin 1990 et s'acheva en 2000.

## Caractéristiques

### Armement
Le Rooikat est armé d'un canon Denel GT-4 d'un calibre 76 mm pour une longueur de 62 calibres. Ce canon est dérivé du canon naval italien Otobreda de calibre 76 mm mais contrairement à ce dernier, le GT-4 possède une pression maximale admissible en chambre supérieure afin de pouvoir tirer des obus-flèches. L'obus-flèche de calibre 76 mm tiré par le canon GT-4 pèse 2,2 kg avec son sabot de lancement et possède une vitesse initiale de 1 610 m/s. Son barreau en alliage de tungstène est capable de perforer à 2 000 m une plaque de blindage en acier d'une épaisseur de 305 mm. L'obus explosif possède une vitesse initiale de 915 m/s, pèse 6,3 kg et renferme 600 g d'explosif à base RDX et de TNT.

### Moyens d'observation et conduite de tir

#### Chef d'engin
- Le tourelleau du chef d'engin comporte une couronne de huit épiscopes lui conférant un champ de vision sur 360° aux abords du Rooikat.
- Un viseur panoramique est monté devant sa couronne d'épiscopes, il possède un grossissement de × 12 et peut être asservi à l'armement principal.

#### Tireur
- Le tireur possède un viseur périscopique Eloptro possédant un grossissement de × 8. Il intègre un télémètre laser et un amplificateur de lumière résiduelle pour le tir de nuit.
- Un viseur télescopique similaire à celui du Ratel 90 est utilisé comme viseur de secours.

#### Chargeur
- Le chargeur possède deux épiscopes de part et d'autre de sa trappe. Montés sur des socles rotatifs, ils peuvent pivoter sur 270°.

#### Pilote
- Le pilote possède trois épiscopes de conduite.
- Un petit écran à cristaux liquides est installé sur la partie gauche du glacis, protégé par un capotage blindé, il affiche la vitesse et le rapport de boîte engagé lorsque le pilote conduit la tête dehors[3].

Le viseur panoramique du chef d'engin et le viseur du tireur sont couplés à une conduite de tir numérique permettant le tir sur cibles mobiles. Le tir en marche est possible grâce à un système de stabilisation conçu par Kentron. Afin de limiter le risque d'incendie à bord, la motorisation de la tourelle du Rooikat est entièrement électrique.

### Protection
La caisse et la tourelle du Rooikat sont faits d'un assemblage de tôles d'acier haute dureté garantissant une protection sur un arc frontal de 60° contre les obus perforants de calibre 23 mm tirés à 500 m et contre les balles perforantes de calibre 7,62 mm sur l'arrière et les flancs.
Une plaque de blindage ventrale fixée au plancher de la caisse assure une protection contre la mine antichar TM-46.

### Mobilité
Le Rooikat possède un moteur Diesel V10 ADEV-10 à refroidissement liquide possédant une suralimentation par deux turbocompresseurs et un intercooler. Il s'agit essentiellement du moteur Mercedes OM 443 modifié et fabriqué par l'ADE (Atlantis Diesel Engineering).
Le Rooikat possède un arbre de transmission monté longitudinalement avec un différentiel par essieu. Chaque roue est monté sur un bras de suspension oscillant de type balancier, comme sur l'AML-60. Le premier et le deuxième essieu sont directionnels et offrent un diamètre de virage de 25 m. Les huit roues possèdent des pneumatiques 1400R20.

## Versions
- Mk. 1A :
- Mk. 1B :
- Mk. 1C :
- Mk. 1D : Démontage de la mitrailleuse montée sur le toit de la tourelle afin de libérer le champ de vision du viseur panoramique pour le chef de char, ajout de quatre tubes supplémentaires par batterie de lance-pots fumigène supplémentaire. Les points d'attache du moteur sont renforcés en vue d'améliorer sa fiabilité.

## Variantes
- Rooikat 105 : Rooikat réarmé avec un canon à faible effort de recul GT-7 de calibre 105 mm et proposé à l'exportation.
- Rooikat ZA-35 : système d'arme antiaérien automoteur armé de deux canons-mitrailleurs M-35 de 35 mm.
- Rooikat SPAAM : similaire au ZA-35 mais équipé de missiles sol-air Umkhonto à la place des deux canons-mitrailleurs.
- Rooikat ATGM : équipé d'une tourelle Predator conçue par MDB (Mechanology Design Bureau) en coopération avec un bureau d'études jordanien. Le prototype fut dévoilé au salon des armements SOFEX organisé en Jordanie, en 2004.
- MTDD : Rooikat équipé d'une tourelle biplace à postes rabaissés et possédant un chargement automatique. La tourelle possédait également une maquette d'un système de protection active de type Hard Kill.
- Rooikat 35/ZT-3 : Rooikat dont la tourelle a été réarmée avec un canon-mitrailleur M-35 de calibre 35 mm et de missiles antichars ZT3 Ingwe.